# Symfonie nr. 6 (Vaughan Williams)
De Zesde symfonie in e mineur van de Britse componist Ralph Vaughan Williams werd geschreven tussen 1944 en 1947 en voor de eerste maal uitgevoerd op 21 april 1948 in de Royal Albert Hall door het BBC Symphony Orchestra onder leiding van Sir Adrian Boult. Het werk is geschreven voor een normaal orkest maar met toevoeging van een saxofoon.
De symfonie bestaat uit vier delen, maar "each of the first three has its tail attached to the head of its neighbour":
1. Allegro — in het eerste deel is een hoofdrol weggelegd voor de strijkers en houtblazers, maar zij worden steeds meer en meer ondersteund door de koperblazers.[3]
2. Moderato — over het tweede deel schreef Vaughan Williams: "The trumpets start almost inaudibly, but they keep hammering away at their figure for over forty bars, getting louder and louder."[4]
3. Scherzo. Allegro vivace
4. Epilogue. Moderato

## Aanbevolen literatuur
- Michael Kennedy, The Works of Ralph Vaughan Williams (Londen 1964).
- Ursula Vaughan Williams, R. V. W.: A Biography of Ralph Vaughan Williams (Londen 1963).